# Eois veniliata
Eois veniliata là một loài bướm đêm trong họ Geometridae.